# Endubis
Endubis o Endybis fue un soberano de finales del siglo III del Reino de Aksum, situado en el actual Cuerno de África (lo que hoy comprende Etiopía y Eritrea). Endubis es reconocido como uno de los primeros gobernantes de la región en acuñar monedas propias, iniciando la tradición de la moneda aksumita. Las monedas de su reinado fueron emitidas en denominaciones de oro y plata, con inscripciones en griego koiné, lo cual subraya el alcance de las conexiones culturales y comerciales de Aksum en esa época.
Las monedas de Endubis recuperadas hasta la fecha presentan dos lemas diferentes. En algunas monedas, Endubis se describió a sí mismo como "ΑΞΩΜΙΤΩ ΒΑϹΙΛΕΥϹ", que se traduce como "rey de Axum". En otras, aparece el lema "ΒΙϹΙ ΔΑΧΥ" ("bisi Dakhu"), marcando la primera aparición del título "bisi" en inscripciones aksumitas. Según el historiador S. C. Munro-Hay, el término "bisi" podría estar relacionado con la palabra Ge'ez "be'esya", que significa "hombre de", indicando una posible referencia a los linajes o clanes.
La emisión de monedas por Endubis no solo estableció la identidad y autoridad del Reino de Aksum, sino que también facilitó el comercio internacional, conectando a Aksum con otras potencias comerciales del mundo antiguo y consolidando su influencia en la región.